# Bilma (departament)
Bilma – departament w północno-wschodnim Nigrze, w regionie Agadez. Zajmuje powierzchnię 296 279 km². Jest największym departamentem w kraju. Siedzibą administracyjną jest Bilma.

## Położenie
Departament graniczy z:
- Algierią i Libią na północy,
- Czadem na wschodzie,
- regionem Zinder na południu,
- departamentami Tchirozérine i Arlit na zachodzie.

## Podział administracyjny
Departament tworzą 4 gminy (communes): gmina miejska Bilma i 3 gminy wiejskie.
| Gmina  | Liczba mieszk. |
| ------ | -------------- |
| Bilma  | 6 481          |
| Dirkou | 14 998         |
| Djado  | 1 488          |
| Fachi  | 4 179          |

## Demografia
Od 2001 roku następowały następujące zmiany liczby ludności departamentu Bilma:
| Rok             | 2001   | 2010   | 2011   |
| Liczba ludności | 17 080 | 25 878 | 27 146 |

W 2011 roku mieszkańcy departamentu stanowili 5,3% ogólnej liczby mieszkańców regionu i niecały 0,17% populacji kraju. W strukturze płci mężczyźni stanowili 51,5% (13 970), kobiety 48,5% (13 176).